# Perła Podola
Festiwal polskiej kultury na Chmielniczyżnie „Perła Podola” - cykliczny artystyczno-kulturalny festiwal polskiej mniejszości narodowej obwodu chmielnickiego organizowany od 2017 roku. Dotychczas odbyły się cztery edycje festiwalu w różnych miejscowościach regionu:
- Chmielnicki (2017)
- Gródek Podolski (2018)
- Szaróweczka (2019)
- Czarny Ostrów (2021)